# Bradycassis drewseni
Bradycassis drewseni es un coleóptero de la familia Chrysomelidae.
Fue descrita científicamente por primera vez en 1855 por Boheman.